# 埃克托马尔
埃克托马尔（法語：Hectomare，法語發音：[ɛktɔmaʁ]）是法国厄尔省的一个市镇，属于埃夫勒区。

## 地理
埃克托马尔（49°11'22"N, 0°56'52"E）面积2.05 平方千米，位于法国诺曼底大区厄尔省，该省份为法国北部内陆省份，北起滨海塞纳省，西接奧恩省和卡爾瓦多斯省，南至厄尔-卢瓦省，东临瓦兹省、瓦兹河谷省和伊夫林省。
与埃克托马尔接壤的市镇（或旧市镇、城区）包括：昂夫勒维尔-圣阿芒、克雷斯托、富克维尔、伊维尔。

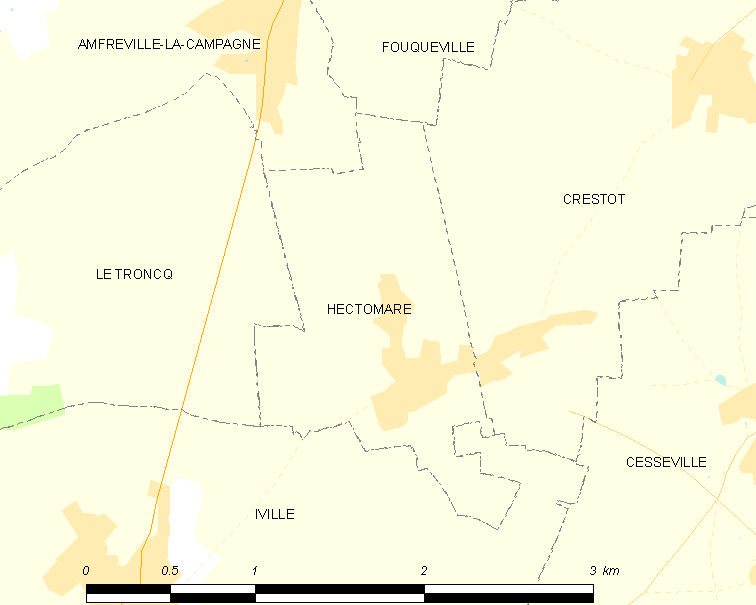
埃克托马尔的OSM定位图

埃克托马尔的时区为UTC+01:00、UTC+02:00（夏令时）。

## 行政
埃克托马尔的邮政编码为27110，INSEE市镇编码为27327。

## 政治
埃克托马尔所属的省级选区为勒讷堡县。

## 人口

1962-2008年间埃克托马尔人口变化图示

埃克托马尔于2022年1月1日时的人口数量为216人。